# Jacob Denys
Jacob Denys oder Jacob Denys (II) (* 1644 in Antwerpen; † 1708 in Mantua) war ein flämischer Barockmaler.
Neben seinen bekannten Werken, es handelt sich hauptsächlich um Porträts, malte er auch Landschaften und Historienbilder. Nach seiner Ausbildung in Antwerpen arbeitete er lange Zeit in Italien, wo er die Gunst des Herzogs von Mantua, Ferdinando Gonzaga, und des Herzogs der Toskana, Cosimo III. de’ Medici, genoss.

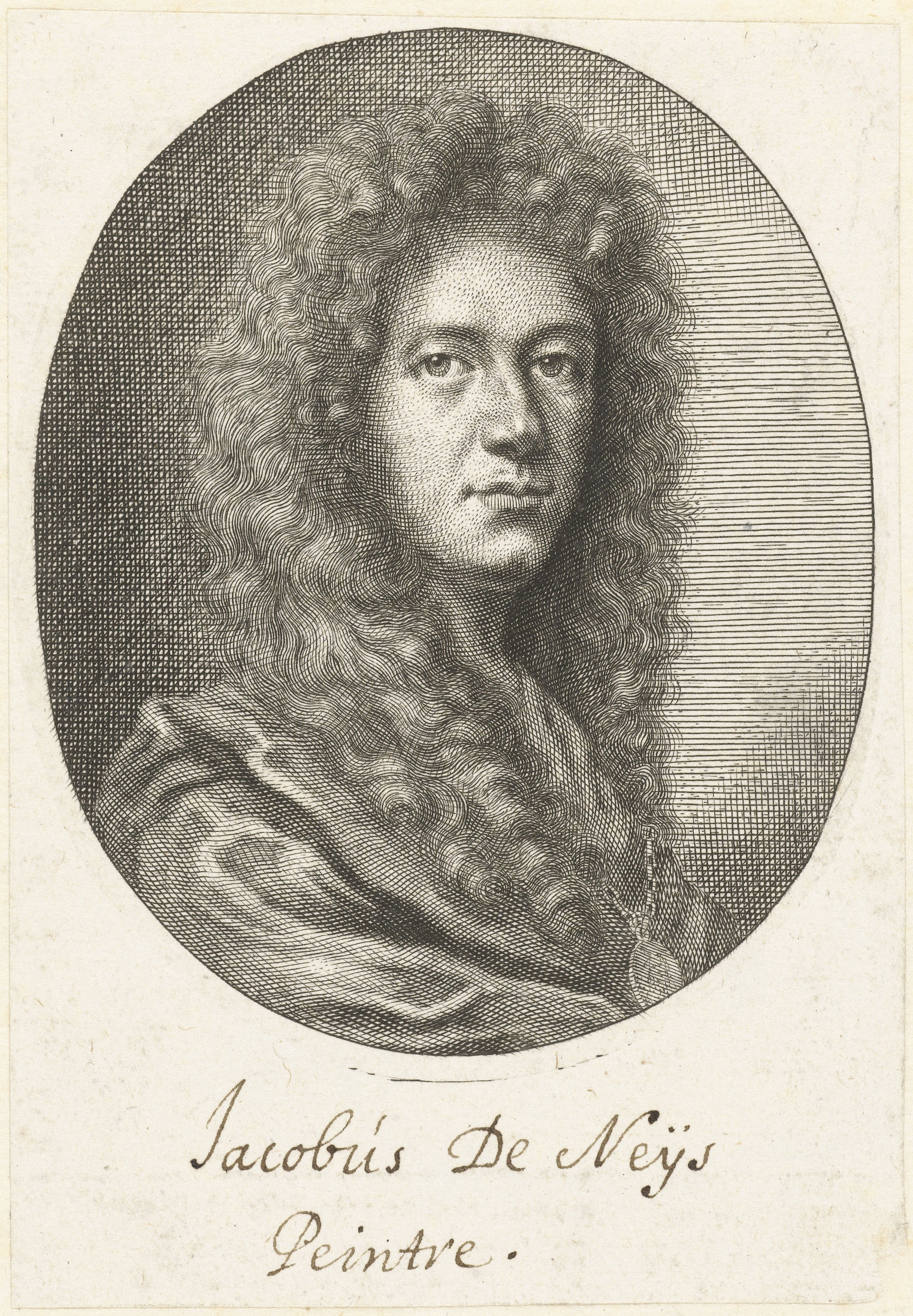
Porträt von Jacob Denys, gestochen von Richard Collin

## Leben
Es gibt drei Maler mit dem Namen Jacob Denys: einen Jacob Denys (I), der in der zweiten Hälfte des 16. Jahrhunderts tätig war, Jacob Denys (II), um den es in diesem Artikel geht, und einen nicht mit ihm verwandten Jacob Denys (III). Jacob Denys (II) wurde in Antwerpen geboren, wo er am 29. Juli 1644 in der Kathedrale getauft wurde. Er war der Sohn des bekannten Porträtmalers Frans Denys und Martina Vleckhamer. Sein Vater machte in Antwerpen eine erfolgreiche Karriere als Porträtmaler für eine elitäre Kundschaft und reiste später ins Ausland und arbeitete als Hofmaler in Deutschland und Italien. Jacob war ein Schüler seines Vaters und des Malers Erasmus Quellinus des Jüngeren.

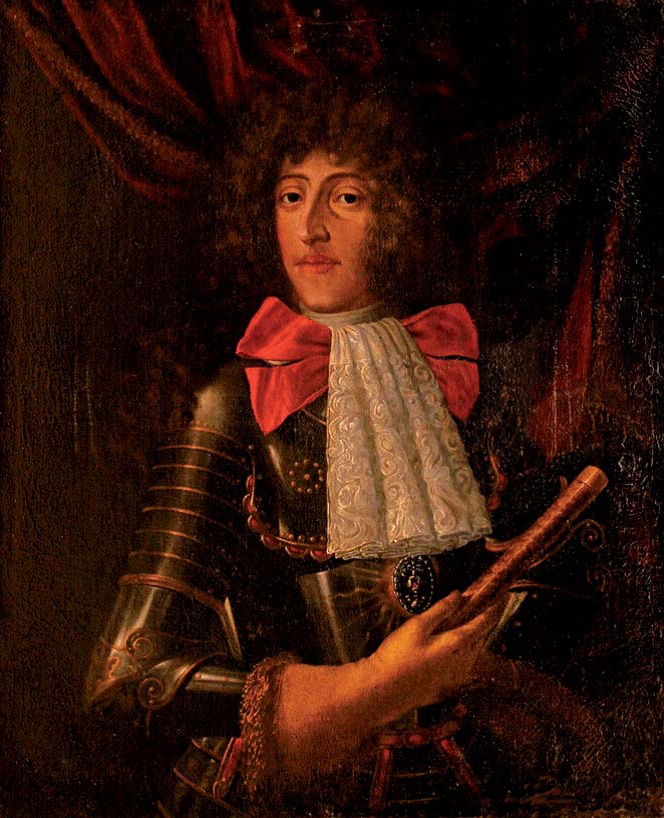
Porträt von Herzog Ferdinando Carlo Gonzaga

Wie viele seiner flämischen Künstlerkollegen des 16. Jahrhunderts unternahm er Studienreisen nach Italien. Sein Vater verließ Flandern im Jahr 1655 und arbeitete ab 1662 am Hof von Parma. Jacob wird 1666 in Venedig, Rom, Neapel und Bologna erwähnt. In jenem Jahr ließ er sich in Mantua nieder, wo er am Hof des Herzogs von Mantua, Ferdinando Gonzaga, arbeitete. Zu dieser Zeit wurde ein anderer flämischer Künstler, Frans Geffels, vom Herzog von Mantua zum prefetto delle fabbriche (Präfekt der Gebäude) ernannt, einer Position, die die Aufgaben eines offiziellen Hofmalers, Architekten, Vermessers des herzoglichen Bauprogramms und Ingenieurs für Theaterbühnengestaltung vereinte. Geffels könnte ihm zu Aufträgen am Hof und von anderen Auftraggebern in Mantua verholfen haben.  Sein Vater kam 1669 nach Mantua und wurde ebenfalls Hofmaler. Vater und Sohn arbeiteten gemeinsam an Raumdekorationen in Mantua.  Sein Vater starb am 12. September 1670 in Mantua.

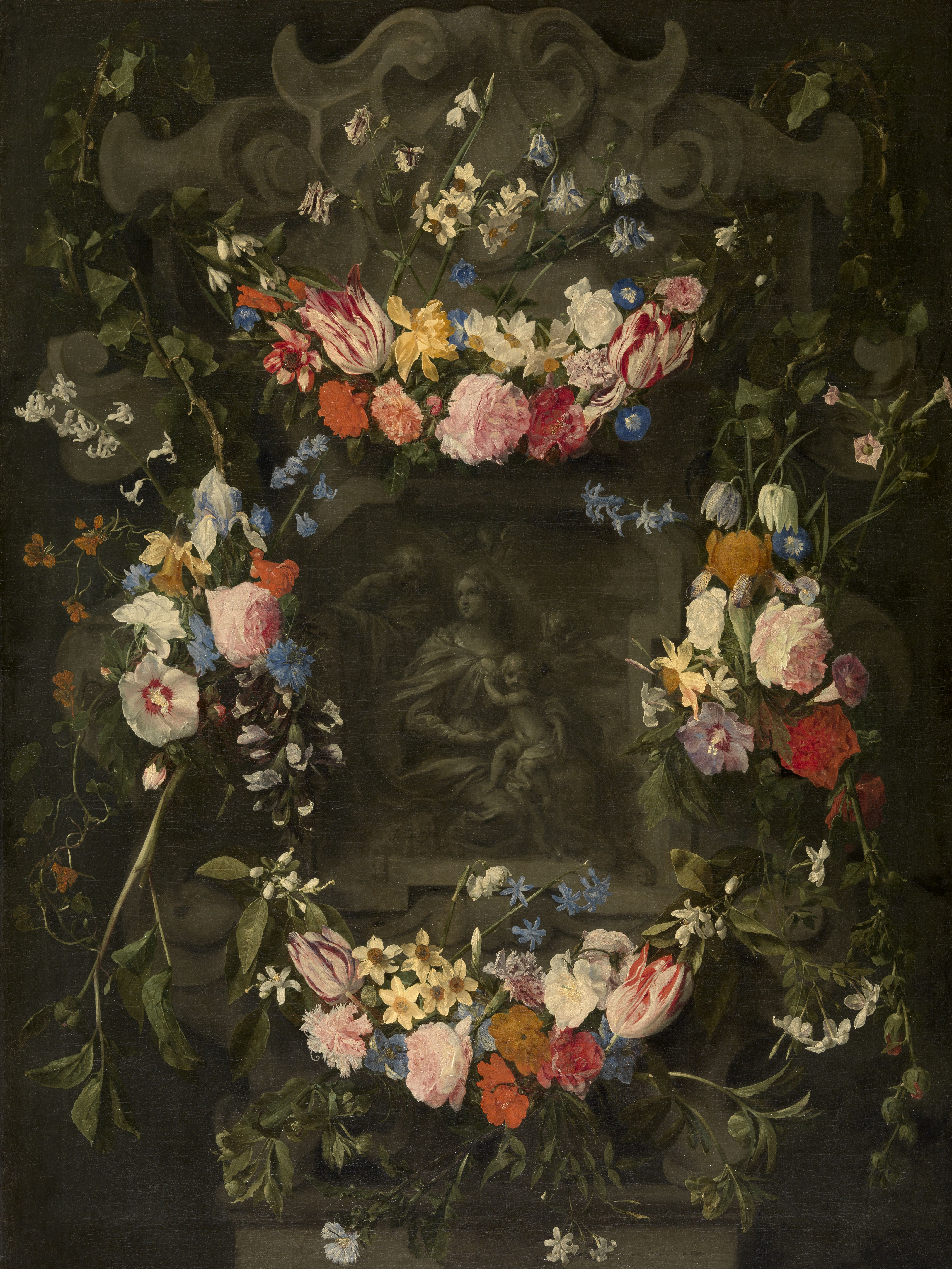
Die Heilige Familie in einer Blumengirlande

1672 zog er nach Florenz, wo er für den Herzog der Toskana, Cosimo III. de’ Medici, arbeitete. Im selben Jahr war er auch in Sabbioneta tätig. Im Jahr 1674 arbeitete er in Venedig und 1675 erneut in Mantua. 1679 kehrte er nach Antwerpen zurück, wo er als „wijnmeester“ („Weinmeister“, ein freier Meister, der der Sohn eines bestehenden oder ehemaligen Mitglieds der Gilde war) Mitglied der St. Lukas-Gilde wurde. Von 1680 bis 1682 war er in Brüssel tätig. Am 9. Mai 1691 heiratete er Isabella Librechts. Aus den Geschäftsunterlagen des Paares geht hervor, dass es dem Paar finanziell sehr gut ging.
In der Zeit von 1697 bis 1700 kehrte er nach Mantua zurück. Zeitpunkt und Ort seines Todes sind nicht bekannt, aber es wird angenommen, dass er nach August 1700 wahrscheinlich in Mantua starb.

## Werke
Bei seinen bekannten Werken handelt es sich hauptsächlich um Porträts, er malte auch Landschaften und Historienbilder. Sieben große Historienbilder von seiner Hand befinden sich im Presbyterium der Kirche San Maurizio in Mantua, darunter Erscheinung der Madonna mit dem Kind vor den Heiligen Margarete und Mauritius und die Seligen des Theatinerordens.
Als Figurenmaler arbeitete er an „Girlandenbildern“ mit. Girlandenbilder sind eine Art von Stillleben, die im frühen 17. Jahrhundert in Antwerpen von Jan Brueghel der Ältere erfunden und später von führenden flämischen Stilllebenmalern, beginnend mit Daniel Seghers, praktiziert wurde. Gemälde dieses Genres zeigen in der Regel eine Blumen- oder seltener eine Fruchtgirlande um ein Andachtsbild oder ein Porträt.
Die Heilige Familie in einer Blumengirlande (Königliches Museum der Schönen Künste (Antwerpen)) ist ein Beispiel für ein Girlandenbild, an dem Denys mitarbeitete. Bei diesem Werk malte Daniel Seghers die Stilllebenelemente, während Denys die Figuren der Heiligen Familie innerhalb der Kartusche hinzufügte. Möglicherweise geschah dies, nachdem Seghers bereits verstorben war. Das Metropolitan Museum of Art besitzt eine Zeichnung, bei der es sich um einen Entwurf für ein anderes Girlandengemälde handelt, das Diana und Endymion in einer zentralen Kartusche darstellt.